# University of Westminster

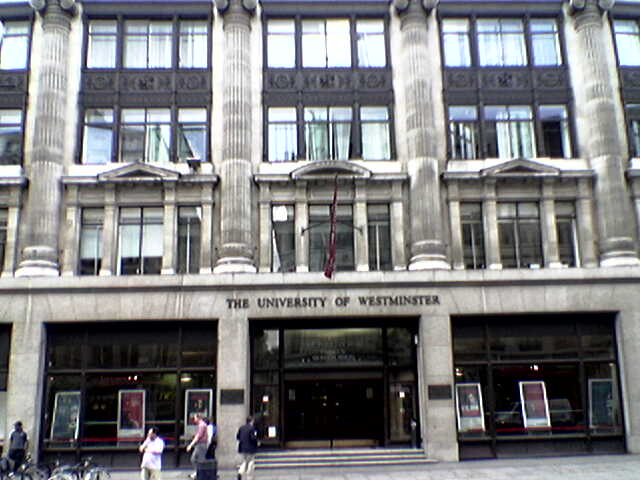
Universität Westminster, Regent Street

Die Universität Westminster (englisch University of Westminster) ist eine Universität mit vier Standorten im Stadtgebiet von London.

## Historisches
Die Hochschule wurde 1838 als Royal Polytechnic Institution gegründet. 1881 wurde sie in Regent Street Polytechnic umbenannt, 1970 in Polytechnic of Central London (PCL). Seit 1992 trägt sie ihren heutigen Namen, da ihr der Status einer Universität zugesprochen wurde. Das Motto der Universität ist Educating for Professional Life.

## Standorte
Die Universität hat mit Stand 2021 vier Standorte:
- Cavendish Campus (115 New Cavendish St)
- Harrow Campus (Watford Rd); hier werden Kunst und Design, Mode sowie Film und Fernsehen gelehrt
- Marylebone Campus (35 Marylebone Rd)
- Regent Campus (Hauptgebäude, 309 Regent St), in der Nähe des Regent’s Park

Drei davon, Cavendish, Marylebone und Regent, befinden sich im Zentrum Londons, der vierte, Harrow, im Nordwesten Londons.

## Einteilung
Die Universität ist mit Stand 2021 eingeteilt in drei Colleges:
- College of Design, Creative and Digital Industries
  - School of Architecture and Cities
  - School of Computer Science and Engineering
  - Westminster School of Arts
  - Westminster School of Media and Communications
- College of Liberal Arts and Science
  - School of Humanities
    - History

  - School of Life Sciences
    - Biological and Biomedical Sciences

  - School of Social Sciences
  - Westminster Law School
- Westminster Business School

## Zahlen zu den Studierenden
An der Universität Westminster lernten insgesamt im Studienjahr 2019/2020 19.470 Studenten. Sie hatten 169 verschiedene Nationalitäten. Davon nannten sich 11.650 weiblich (59,8 %) und 7.815 männlich (40,1 %). 12.860 Studierende kamen aus England, 30 aus Schottland, 55 aus Wales, 20 aus Nordirland, 2.170 aus der EU und 4.325 aus dem Nicht-EU-Ausland. Damit waren insgesamt 6.495 (33,4 %) aus dem Ausland. 15.385 der Studierenden strebten 2019/2020 ihren ersten Studienabschluss an, sie waren also undergraduates. 4.085 arbeiteten auf einen weiteren Abschluss hin, sie waren postgraduates. Davon waren 225 in der Forschung tätig.
2007 waren es 26.080 Studierende gewesen. 2008 waren es etwa 22.000 Studenten, davon etwa 5000 aus 150 Nationen. 2014/2015 waren 12.125 Frauen und 8.340 Männer und insgesamt 20.465 Studierende eingeschrieben.

## Bekannte Dozenten und Absolventen
- Tom Ang (* 1952), Fotograf und Buchautor, Dozent für Fotografie 1991 bis 2004
- Christopher Bailey (* 1971), Modedesigner
- Cherie Blair (* 1954), Ehrendoktorin, Ehefrau des ehemaligen britischen Premierministers Tony Blair
- Lindsay Bremner (* 1954), südafrikanisch-britische Architektin
- Anthony Caro (1924–2013), Bildhauer
- Mohammed Emwazi (* 1988), vermutlich identisch mit „Jihadi John“, einem Henker der Terrororganisation Islamischer Staat
- Alexander Fleming (1881–1955), Mediziner, Entdecker des Penicillins
- Asif Kapadia (* 1972), Regisseur (Senna)
- Cornel Lucas (1920–2012), Fotograf
- Chantal Mouffe (* 1943), Politikwissenschaftlerin
- Paola Pisano (* 1977), Politikerin
- Ian Ritchie (* 1947), Architekt
- Edmund de Waal (* 1964), Professor für Keramik
- Roger Waters (* 1943), Musiker Gründungsmitglied von Pink Floyd
- Vivienne Westwood (1941–2022), Modedesignerin